# Familienrecht kompakt
Familienrecht kompakt – aktueller Informationsdienst für Rechtsanwälte, kurz FK, ist eine juristische Fachzeitschrift für das deutsche Familienrecht.
Herausgeber ist das IWW Institut für Wissen in der Wirtschaft mit Sitz in Würzburg.
Der erste Jahrgang erschien 2001.